# Канапьянов, Сержан Мусаханович
Сержа́н Мусаха́нович Канапья́нов (каз. Сержан Мусахан-ұлы Қанапиянов; 5 марта 1949 года, Кокчетав, Казахская ССР — 12 мая 2003 года, Астана) — государственный и общественный деятель, министр-исполнительный директор Гос-комитета по инвестициям в правительстве А.Кажегельдина.

## Биография
Родился в городе Кокчетав, своё детство провёл в селе Сырымбет Айыртауского района Северо-Казахстанской области. Происходит из рода торе.
В 1971 году закончил Павлодарский индустриальный институт. В 1971—1975 годах последовательно работал мастером, инженером-конструктором, старшим инженером Алматинского завода тяжелого машиностроения.

### Политическая деятельность
В 1975—1990 годах работал заместителем уполномоченного, а затем уполномоченным Министерства внешней торговли СССР (с 1988 года — Министерства внешних экономических связей СССР) при Совете Министров Казахской ССР.
С 1990 по 1991 годы был заведующим отделом внешних связей Управления делами Совета Министров Казахской ССР. В 1991—1995 годах работал заведующим отделом внешних связей Аппарата Президента и Кабмина Республики Казахстан. В 1996—1998 годах был исполнительным директором Государственного комитета по инвестициям Республики Казахстан (в 1996—1997 годах должность называлась Министром — исполнительным директором). В 1998—99 заведовал отделом внешнеэкономических связей и протокола. С ноября 1999 по май 2003 был заведующим отделом внешних связей Канцелярии Премьер-министра РК.

## Семья
Отец — Мухасан Канапьянов — педагог, заведующий областным отделом народного образования, директор школы в Кокчетавской области. Два брата — Бахытжан Канапьянов и Ерулан Канапьянов.
Принадлежит к чингизидам (потомкам Чингисхана).

## Память
18 мая 2024 года в городе Алматы, по адресу ул. Гоголя 50, на доме, где проживал Сержан Канапьянов, Акимат города Алматы установил мемориальную доску в память о первом Министре по инвестициям Казахстана. В 2024 году издательством "Akadem Kitap" в серии книг - Өнегелі өмір (Жизнь - Пример), выпущена книга о жизни Сержана Канапьянова. Международный стандартный книжный номер - ISBN 978-601-7498-30-6.